# アンドリュー・ウッド
アンドリュー・パトリック・ウッド（Andrew Patrick Wood、1966年1月8日 - 1990年3月19日）はアメリカ合衆国のシンガーソングライター、ミュージシャン。
ロックバンド、マルファンクション、マザー・ラヴ・ボーンのヴォーカリストとして知られる。1990年にヘロインのオーバードースにより急死した。

## 来歴

### 生い立ち
ミシシッピ州のコロンバスに3人兄弟の末っ子として生まれ、ワシントン州のベインブリッジアイランドで育つ。自身と兄のケヴィンとブライアンは両親の影響で早くから音楽や楽器に目覚め、ウッドはエルトン・ジョン、クイーン、エアロスミス、キッスのファンになる。

### マルファンクション
14歳になった1980年、兄のケヴィンと共にマルファンクションを結成、最初のデモテープを4月に制作した。その後まもなくドラマーのリーガン・ヘイガーもバンドに合流した。シアトル出身の多くのバンドと違い、マルファンクションはグラムロックの影響が強い衣装や音楽性で異彩を放った。しかしアンドリューは1985年頃から薬物中毒に悩まされ、薬物のリハビリ施設に通うようになる。その後もデモテープの制作やコンピレーション・アルバムへの楽曲提供を行ったが、フルアルバムリリースには至らず1988年にバンドは解散する。

### マザー・ラヴ・ボーン
マルファンクション解散後、同じく1988年に解散したグリーン・リヴァーのメンバーだったジェフ・アメン、ストーン・ゴッサードらと共にジャムセッションを開始。その後同じくグリーン・リヴァーのメンバーだったブルース・フェアウェザー、元10ミニット・ウォーニング／スキン・ヤードのグレッグ・ギルモアも加入しマザー・ラヴ・ボーンが結成される。バンドはポリグラムと契約し、ポリグラム内の自身のレーベルであるスタードッグよりデビューEP『Shine』を1989年3月にリリース。アルバムへの期待が高まる中レコーディングとライヴ活動を続けるが、ウッドはヘロイン中毒により再びリハビリ施設に入所。1989年の残りを施設で過ごすこととなる。1990年に入りウッドは施設を出所し、シアトルで3月のアルバムリリース予定日までライヴ活動を行った。

## 死
1990年3月16日、ヘロインのオーバードースにより昏睡状態に陥った。ガールフレンドに発見され、即座に病院で延命治療を受けるが、脳動脈瘤の破裂により脳の機能が完全に停止している、脳死状態だった。3日後の3月19日に延命器具を取り外され、24歳で死去した。

## 死後
3月にリリース予定だったマザー・ラヴ・ボーンの1stアルバム『アップル』は7月にリリースを延期され、好意的なレビューに迎えられた。マザー・ラヴ・ボーンは同年に解散を発表し、アメンとゴッサードはウッドのルームメイトで友人であったクリス・コーネルを誘い、ウッドへのトリビュートバンドであるテンプル・オブ・ザ・ドッグを結成。バンドにはマット・キャメロン、マイク・マクレディ、エディ・ヴェダーといった後にパール・ジャムを結成するメンバーが参加し、1991年4月に唯一のアルバム『テンプル・オブ・ザ・ドッグ』をリリースした。1995年にはマルファンクションのそれまでの音源を集めたフルアルバム『Return to Olympus』がリリースされた。